# نيمانيا ماتيتش

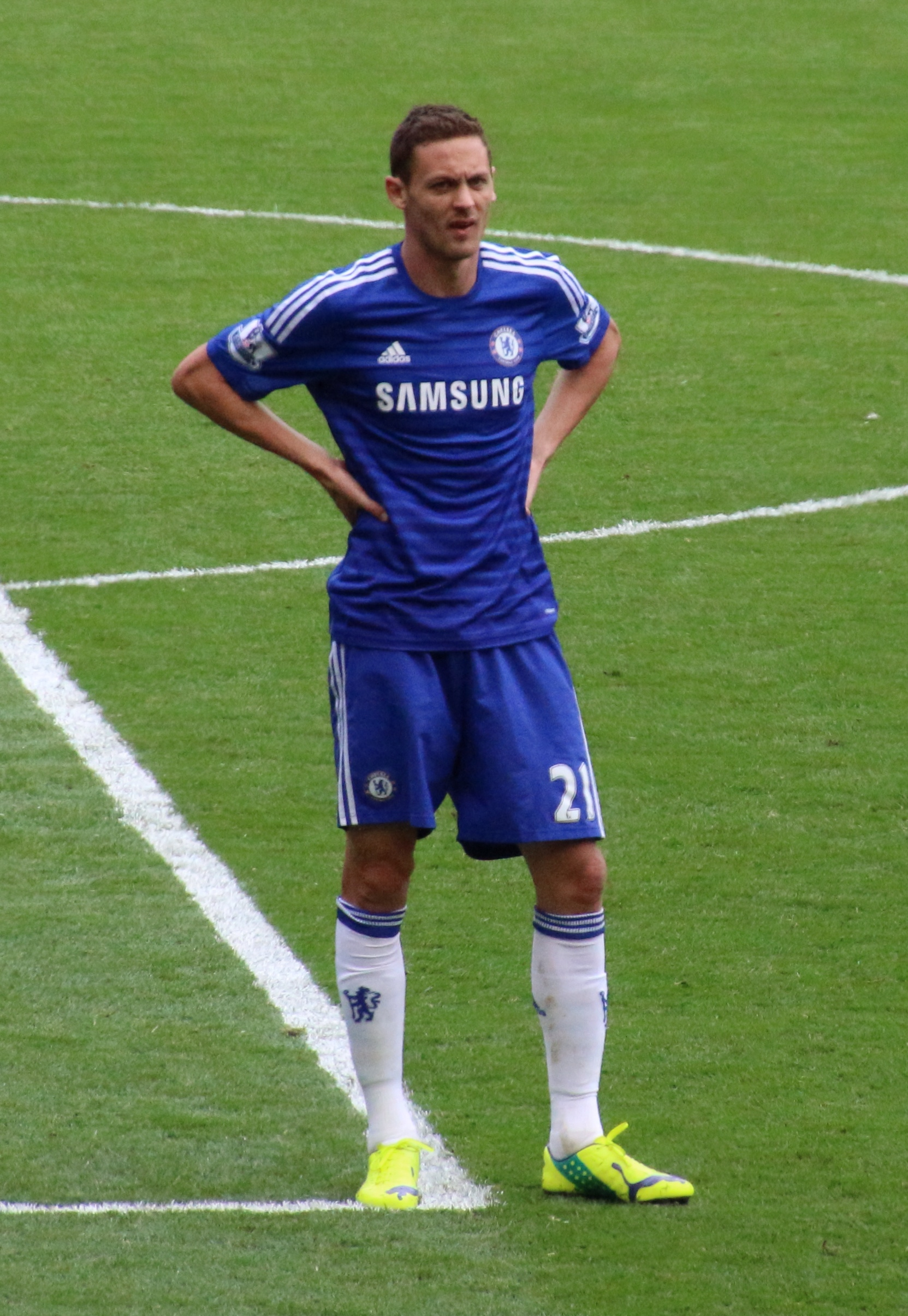

نيمانيا ماتيتش (بالصربية: Nemanja Matić)‏ (مواليد 1 أغسطس 1988 في شاباتس - يوغوسلافيا) لاعب كرة قدم صربي يلعب حاليا لصالح نادي ستاد رين الفرنسي منذ 2023 في مركز الوسط الدفاعي.

## روابط خارجية
- نيمانيا ماتيتش على موقع الاتحاد الدولي (مؤرشف)  (الإنجليزية)
- نيمانيا ماتيتش على موقع الاتحاد الأوربي (الإنجليزية)
- نيمانيا ماتيتش على موقع قاعدة بيانات كرة القدم.إي يو (الإنجليزية)
- نيمانيا ماتيتش على موقع ليكيب (الفرنسية)
- نيمانيا ماتيتش على موقع ناشيونال فوتبول تيمز (الإنجليزية)
- نيمانيا ماتيتش على موقع Soccerbase.com (لاعب) (الإنجليزية)
- نيمانيا ماتيتش على موقع Soccerway.com (الإنجليزية)
- نيمانيا ماتيتش على موقع عالم كرة القدم.نت (الإنجليزية)
- نيمانيا ماتيتش على موقع كووورة
- نيمانيا ماتيتش على موقع AS.com (الإسبانية)